# Novo-Ogaryovo

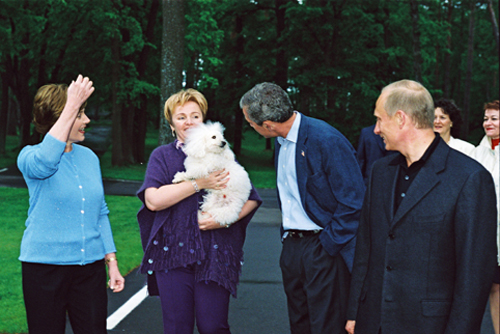
Vladimir Putin e sua moglie Lyudmila con il presidente statunitense George W. Bush e la first lady Laura a Novo-Ogaryovo il 24 maggio 2002

Novo-Ogaryovo (in russo: Ново-Огарёво), traslitterato anche come Novo-Ogarevo, è una residenza situata nell'oblast di Mosca, nei pressi dell'autostrada Rublyovo-Uspenskoye a ovest della città di Mosca. Dal 2000 è riconosciuta ufficialmente come residenza suburbana del presidente della Russia. Durante il suo secondo mandato, il presidente Vladimir Putin, ha trascorso progressivamente sempre più tempo a Novo-Ogaryovo, tanto che è stata chiamata ufficiosamente come la de residenza di fatto del capo dello Stato.